# Jonathan Roumie
Jonathan Roumie (New York), američki je televizijski, filmski i kazališni glumac. Široj javnosti najpoznatiji je po ulozi Isusa u televizijskoj seriji Izabrani.

## Životopis
Roumie je rođen i odrastao u New Yorku. Otac mu je Egipćanin, a majka Irkinja. Iako je kršten u Grčkoj pravoslavnoj crkvi, Roumie se obratio na katoličanstvo. Glumačku diplomu stekao je na Školi vizualnih umjetnosti u New Yorku.

## Osobni život
Roumie je izvanredni djelitelj svete pričesti u Katoličkoj Crkvi. Od 2009. živi u Los Angelesu.

## Nagrade
| Godina | Nagrada           | Kategorija                                         | Nominacija za                              | Ishod      | Ref.  |
| ------ | ----------------- | -------------------------------------------------- | ------------------------------------------ | ---------- | ----- |
| 2020.  | Movieguide Awards | Nagrada Grace za nadahnjujuću televizijsku izvedbu | Izabrani, epizoda 1.8 – "I am He"          | dobitnik   | [ 3 ] |
| 2022.  | Movieguide Awards | Nagrada Grace za televizijsko postignuće           | Izabrani, epizoda 2.8 – "Beyond Mountains" | nominacija | [ 4 ] |

## Vanjske poveznice
- Jonathan Roumie u internetskoj bazi filmova IMDb-u (engl.)